# Болнице у Тунису 1916/19
Болнице у Тунису 1916/19 биле су привремене санитетске установе за лечење и рехабилитацију српски болесника и рањеника у Првом светском рату. Болнице и санаторијуме намењене за лечење и опоравак српских војника у 35 места на тлу Туниса, као и у другим француским колонијама на тлу северне Африке (Мароко, Алжир) основао је француски војни санитет, уз припомоћ српских лекара и страних хуманитарних мисија.

## Болнице, санаторијуми и приватне клинике у Тунису
Српски болесници и рањеници лечени су у десет болница 11 санаторијума и приватним клиникама, у више места у Тунису.
Болнице
Болнице у Тунису биле су: Сион, Керубија, Аин Берда у Бизерти, Стална маринска болница и још две резервне у Сиди Абдалаху, градска болница Монта ла Набер у Тунису и још једна болница на периферији Туниса, Беневол у Сиди Фаталаху, карантин и стационар у касарни „Фар”.
Према уређењу и квалитету услуга и нивоу стручности лекарског особља, болница Сион у Бизерти била је најугледнија у северној Африци. Наши тешки рањеници у њој су се осећали најсигурније и зато су болницу у Сиону прозвали „Српски дом”.
Приватне клинике
Мањи број рањеника и болесника који су допремани накнадним поморским конвојима смештани су и по приватним клиникама Туниса.
Санаторијуми
Болесници су рехабилитовани у 11 санаторијума и лечилишта широм Туниса: Бенегро крај Бизерте, Пипињел у Сиди Абдалаху, реконвалесцентно одељење у Лазуазу, инвалидски одред у касарни „Ламберт”, бања Корбус, бања Хамам Лиф, планинско лечилиште Аин Драхам и приморска лечилишта Сус, Хамамет, Монастир и Набеул.
Болница у Сиди Абдулах на обали Бизертско језера, била је под управом др Ангела Хеснарда, лекара у Француској морнарици из Бордоа, који је подржао идеју чланица Српског потпорног фонда, о издвајању нервно оболелих војниа из логора Ламберт и кампа у Надору, где је оснивао посебан дом за њих. Болница је примала пацијенте са нервним обољењима, који су у оквиру лечења имали масажу, купање и физиотерапију. Болничка одељења била су чиста и удобна. Др Хеснард је само кампу у Надору лечио око 6.000 српских војника.